# 25 iulie
ianuarie • februarie • martie  • aprilie  • mai  • iunie  • iulie  • august  • septembrie  • octombrie  • noiembrie  • decembrie
25 iulie este a 206-a zi a calendarului gregorian și a 207-a zi în anii bisecți. Mai sunt 159 de zile până la sfârșitul anului.

## Evenimente

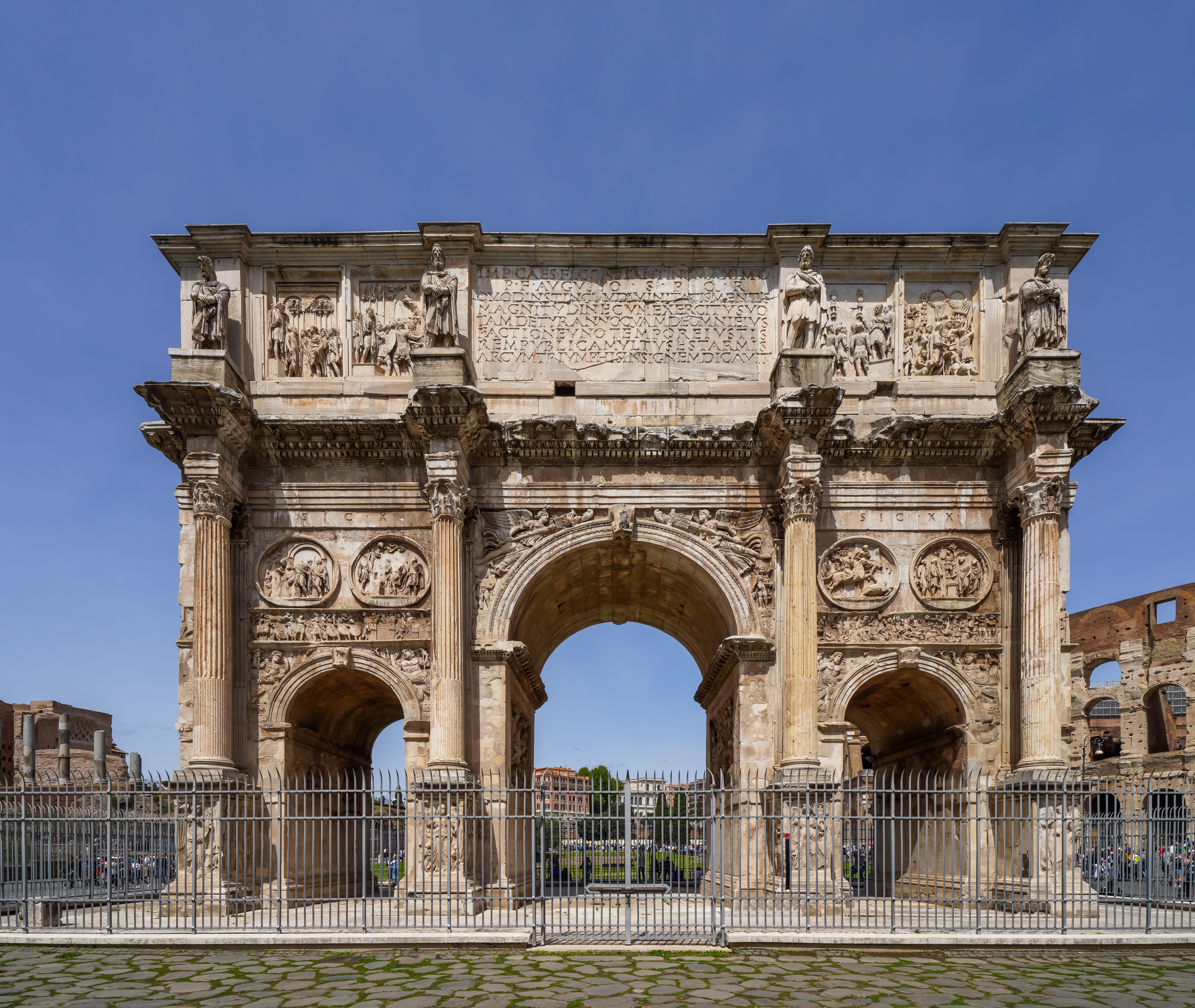
315: Este inaugurat Arcul lui Constantin, situat în apropiere de Colosseum în Roma, pentru a comemora victoria lui Constantin asupra lui Maxentius.

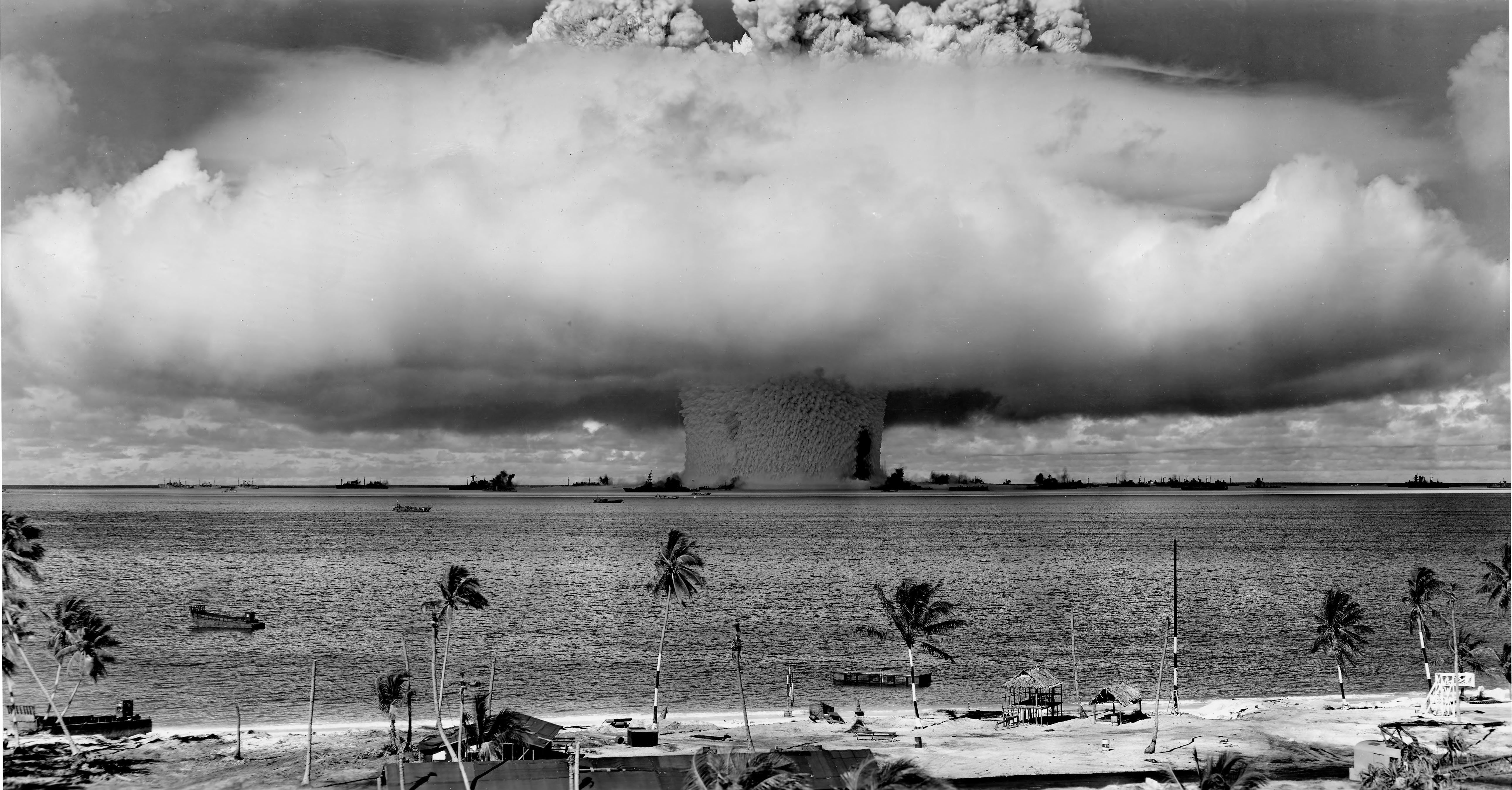
1946: Statele Unite au testat prima bombă atomică subacvatică în apropierea atolului Bikini, Oceanul Pacific.

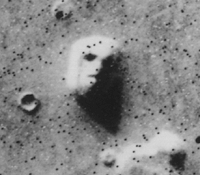
1976: Sonda spațiala NASA Viking 1 fotografiază o formațiune de rocă pe planeta Marte, care seamănă cu o față umană, așa numita „Față de pe Marte”.

- 0306: Constantin cel Mare a fost proclamat împărat roman de către trupele sale, după moartea lui Constantius Chlorus.
- 0315: Este inaugurat Arcul lui Constantin, situat în apropiere de Colosseum în Roma, pentru a comemora victoria lui Constantin asupra lui Maxentius.
- 1137: Eleanor de Aquitania se căsătorește cu Prințul Ludovic, mai târziu regele Ludovic al VII-lea al Franței, la Catedrala Saint-André din Bordeaux.
- 1547: Henric al II-lea este încoronat rege al Franței la Catedrala din Reims.
- 1554: Maria I a Angliei se căsătorește cu Filip al II-lea al Spaniei la Catedrala Winchester.
- 1564: Maximilian al II-lea devine împărat al Sfântului Imperiu Roman după moartea tatălui său, Ferdinand I.
- 1593: Henric al IV-lea al Franței se convertește public de la protestantism la romano catolicism.
- 1603: Iacob al VI-lea al Scoției este încoronat ca rege al Angliei (Iacob I al Angliei), aducând regatul Angliei și regatul Scoției în uniune personală. Uniunea politică va avea loc în 1707.
- 1718: La ordinul țarului Petru cel Mare, la Tallinn începe construcția Palatului Kadriorg, dedicat soției sale Ecaterina.[1]
- 1797: Horatio Nelson pierde mai mult de 300 de oameni și brațul drept în încercarea eșuată de cucerire din Tenerife (Spania).
- 1799: La Abu Qir în Egipt, Napoleon I al Franței învinge armata de 10.000 de otomani sub conducerea lui Mustafa Pașa.
- 1837: Britanicii William Fothergill Cooke și Charles Wheatstone demonstrează inventarea telegrafului electric folosind un fir de telegraf care trece de-a lungul liniei de cale ferată Euston – Camden Town.
- 1909: Pionierul francez al aviației Louis Blériot a realizat prima traversare în avion a canalului Mânecii (37 de minute).
- 1917: Margaretha Geertruida Zelle, cunoscută sub numele de Mata Hari, găsită vinovată de spionaj în favoarea Germaniei în timpul Primului Război Mondial, a fost condamnată la moarte. Ea a fost executată la 15 octombrie 1917, în Franța, lângă șanțurile castelului Vincennes.
- 1943: Victor Emanuel al III-lea, regele Italiei, îl destituie pe Mussolini.
- 1944: Al doilea război mondial: Cucerirea Normandiei de către trupele aliate.
- 1946: Statele Unite au testat prima bombă atomică subacvatică în apropierea atolului Bikini, Oceanul Pacific.
- 1968: Într–un interviu, Nixon declara că, în cazul unor viitoare conflicte în Asia, asiaticii, mai mult decât americanii, trebuie sa aiba responsabilitati mai mari. Acest punct de vedere este denumit "doctrina Nixon".
- 1976: Sonda spațiala NASA Viking 1 fotografiază o formațiune de rocă pe planeta Marte, care seamănă cu o față umană, chipul de pe Marte.
- 1978: În Anglia se naște primul copil conceput prin fecundare artificială, fetița Louise Brown. Fecundarea a fost realizată de profesorii Roger Edwards și Patrick Steptoe.
- 1984: Cosmonautul sovietic Svetlana Savitskaya a devenit prima femeie din lume care a ajuns în cosmos.
- 2000: Un avion Concorde s-a prăbușit imediat după ce decolase din Paris; în accident au murit toți cei 109 oameni din avion și 5 aflați la sol.
- 2007: Pratibha Patil devine prima femeie care a deținut funcția de președinte al Indiei.

## Nașteri
- 1016: Cazimir Restauratorul, duce al Poloniei (d. 1058)
- 1797: Prințesa Augusta de Hesse-Cassel (d. 1889)
- 1818: Ignazio Paoli, primul arhiepiscop romano-catolic de București (d. 1885)
- 1825: Jules Laurens, pictor francez (d. 1901)
- 1848: Arthur James Balfour, filosof și politician britanic (d. 1930)
- 1860: Prințesa Luise Margarete a Prusiei (d. 1917)
- 1864: Ioan Bogdan, istoric și filolog român, membru și vicepreședinte al Academiei Române (d. 1919)

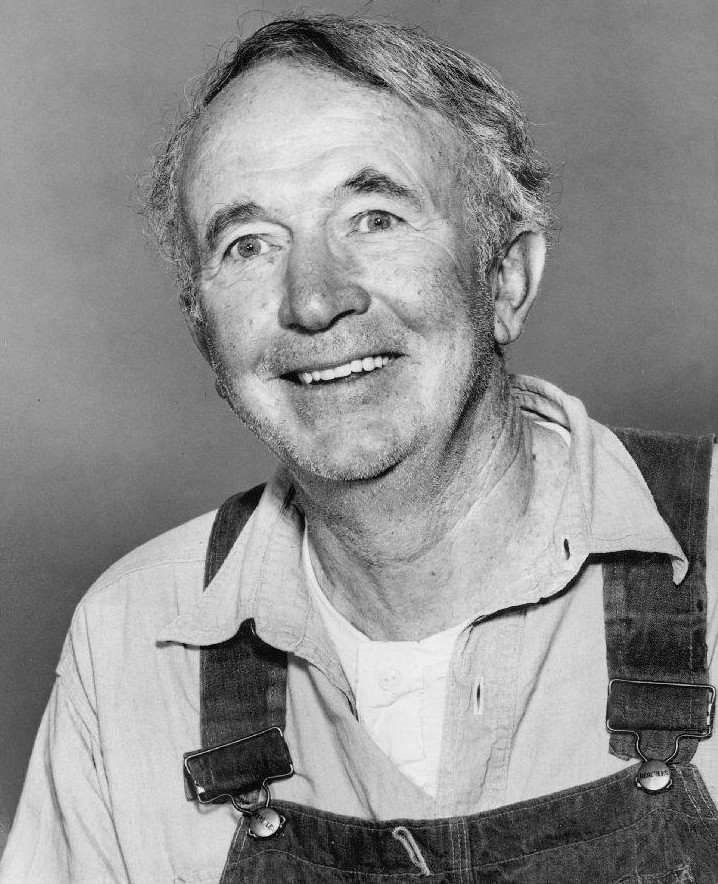
Walter Brennan, actor american, laureat Oscar
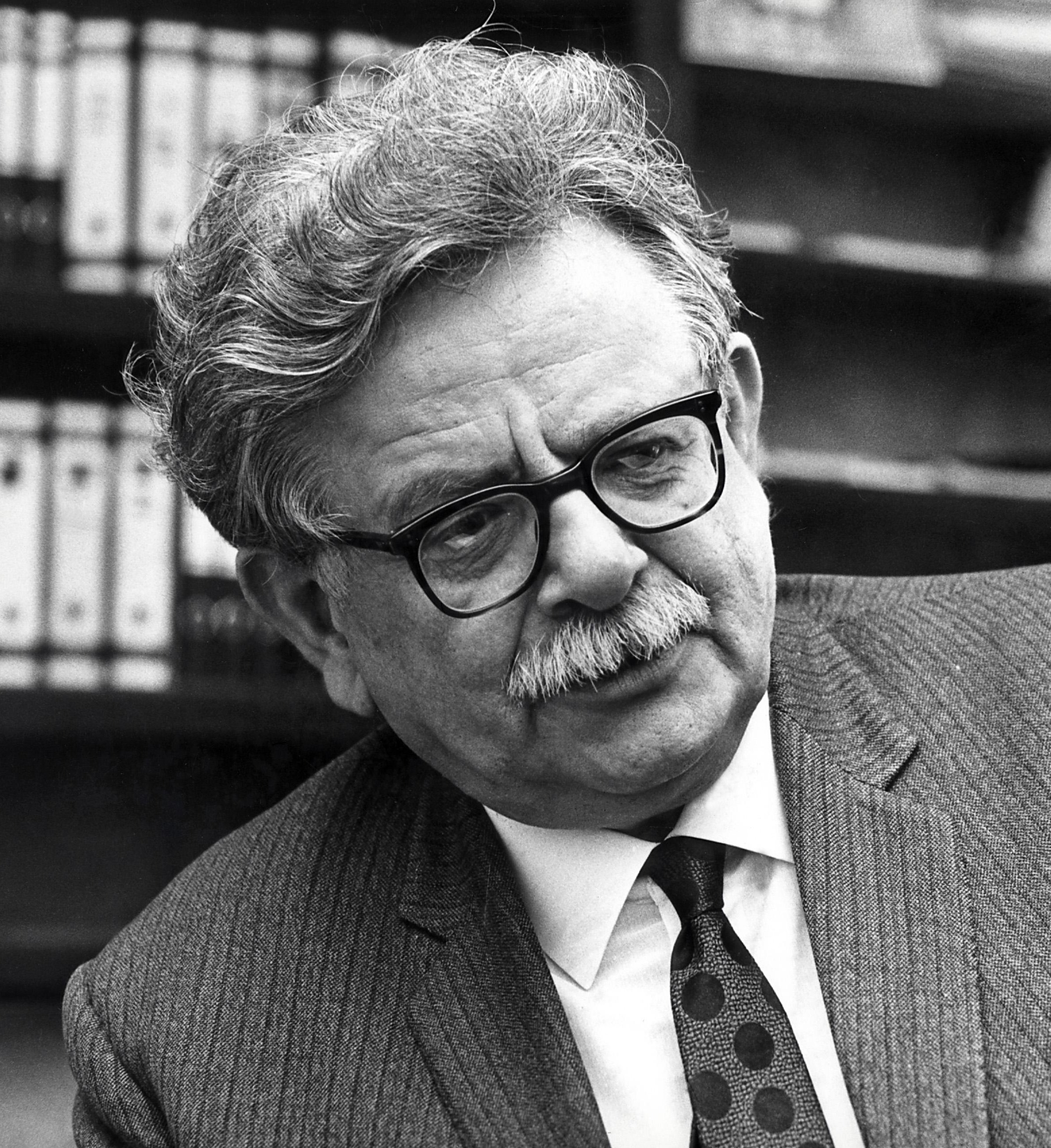
Elias Canetti, scriitor de limba germană de origine bulgară, laureat Nobel
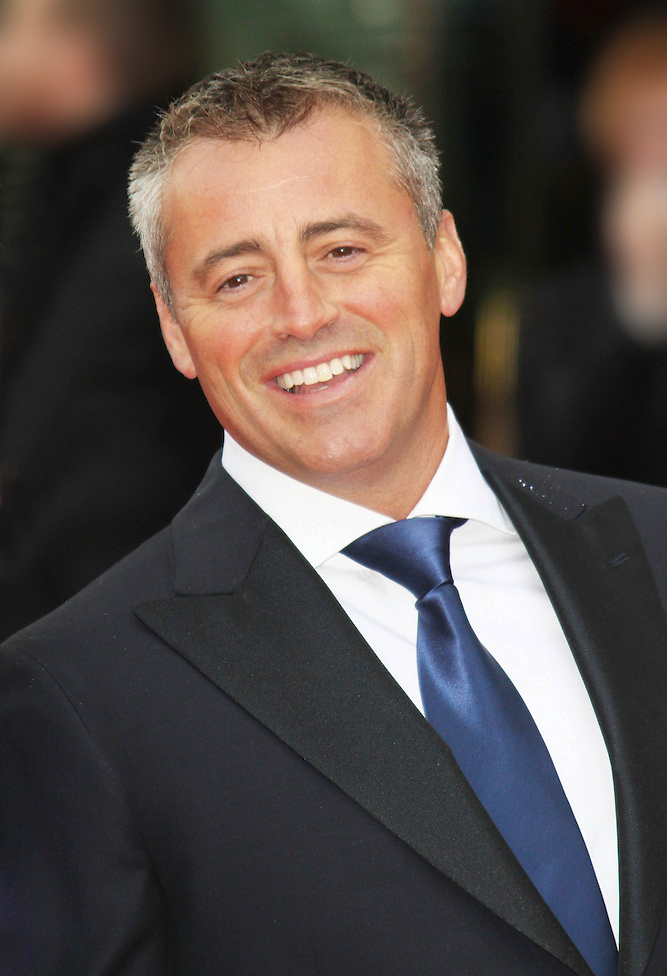
Matt LeBlanc, actor american

- 1866: José Garnelo, pictor spaniol (d. 1944)
- 1867: Max Dauthendey, scriitor și pictor impresionist german (d. 1918)
- 1869: Prințul Ferdinand Pius, Duce de Calabria, șeful Casei de Bourbon-Două Sicilii (d. 1960)
- 1876: Elisabeta de Bavaria, regină consort a Belgiei (d. 1965)
- 1876: Mihai Codreanu, poet român, membru corespondent al Academiei Române (d. 1957)
- 1893: Imre Nagy, pictor român de etnie maghiară (d. 1976)
- 1894: Andrei Oțetea, istoric român, membru al Academiei Române (d. 1977)
- 1894: Walter Brennan, actor american (d. 1974)
- 1905: Elias Canetti, prozator, dramaturg și eseist evreu de limbă germană, laureat al Premiul Nobel pe 1981 (d. 1994)
- 1911: George Ivașcu, gazetar și critic literar român (d. 1988)
- 1911: Isao Yamagata, actor japonez (d. 1996)
- 1932: Vasile Boghiță, actor român (d. 1999)
- 1941: Mircea Druc, politician român din Republica Moldova
- 1948: Nelu Bălășoiu,  cântăreț român de muzică populară (d. 2020)
- 1958: Varujan Vosganian, economist, scriitor și politician român de etnie armeană
- 1967: Matt LeBlanc, actor american
- 1973: Kevin Phillips, fotbalist englez
- 1979: Ali Carter, jucător englez de snooker
- 1983: Irina Sârbu, cântăreață de jazz și actriță română
- 1996: Filippo Ganna, ciclist italian

## Decese
- 0306: Constantius I, împărat roman (n. 250)
- 1492: Papa Inocențiu al VIII-lea (n. 1432)
- 1564: Ferdinand I al Sfântului Imperiu Roman (n. 1503)
- 1846: Louis Bonaparte, rege al Olandei (n. 1778)
- 1710: Gottfried Kirch, astronom german (n. 1639)
- 1794: Andre de Chénier, poet francez (n. 1742)
- 1916: Maria Alexandrovna Blank, mama lui Vladimir Ilici Lenin
- 1918: Árpád Abonyi (Csiba), scriitor, poet, și jurnalist maghiar (n. 1865)

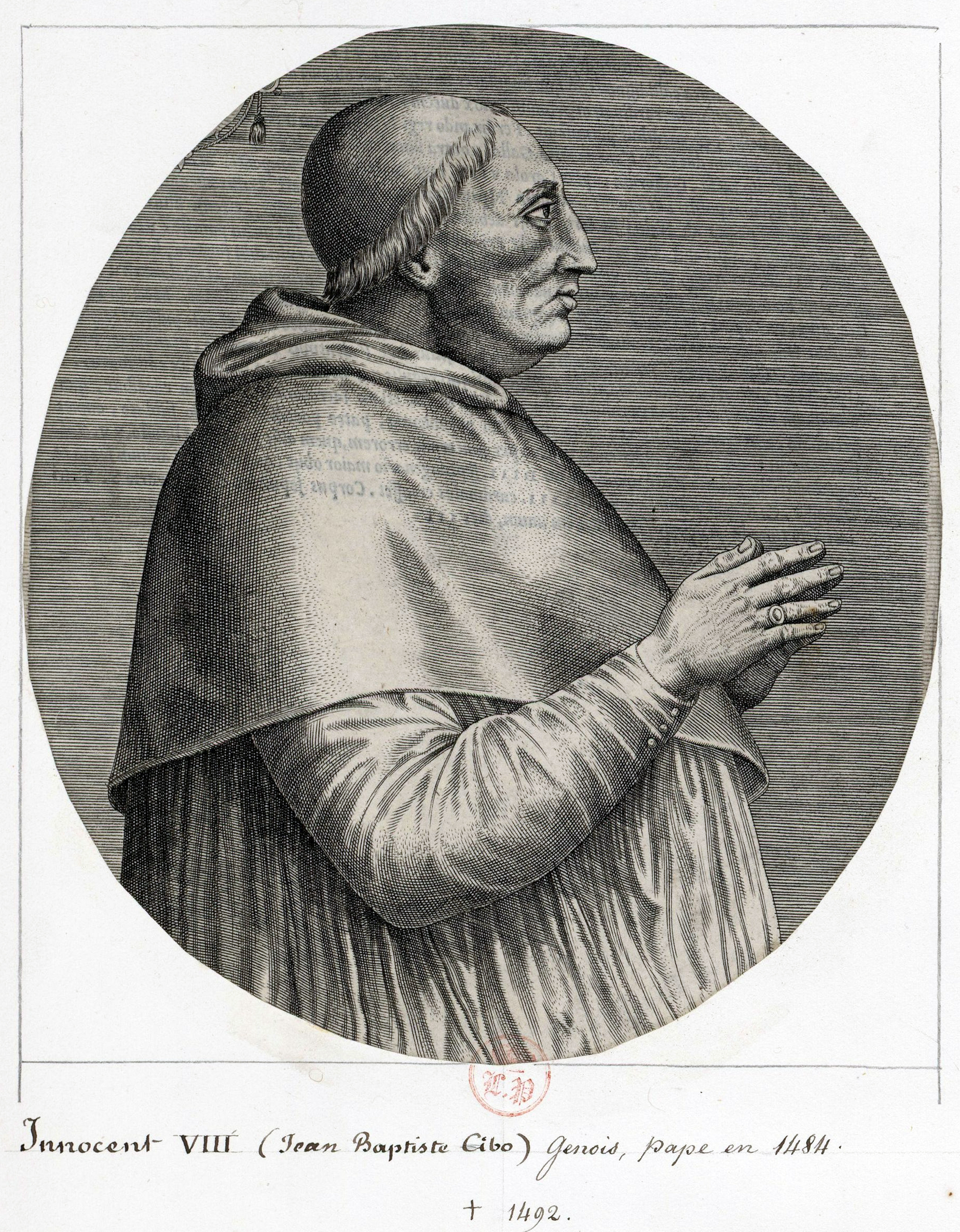
Papa Inocențiu al VIII-lea
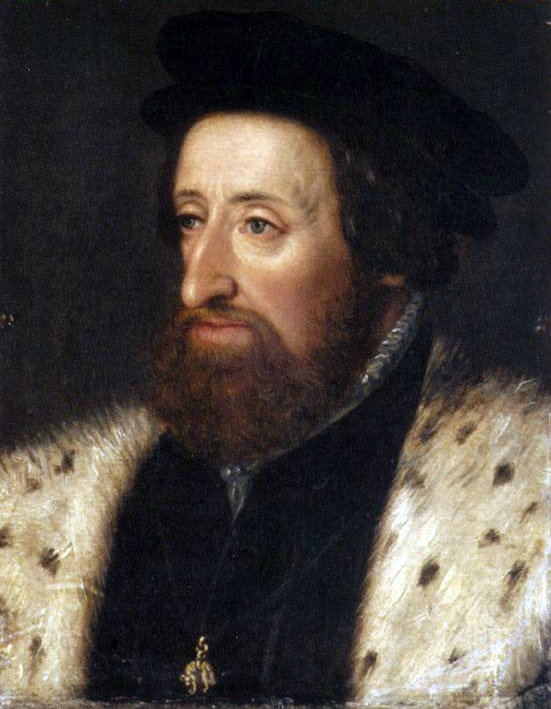
Ferdinand I al Sfântului Imperiu Roman
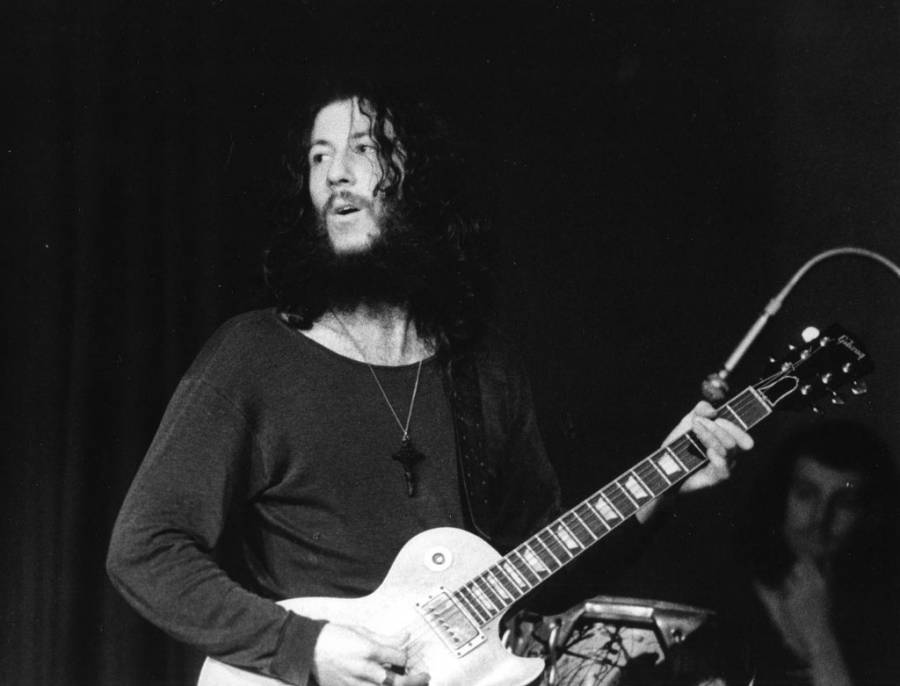
Peter Green, cântăreț american (Fleetwood Mac)

- 1938: Franz I, Prinț de Liechtenstein (n. 1853)
- 1945: Enea Hodoș, scriitor, folclorist și publicist român, membru corespondent al Academiei Române (n. 1858)
- 1955: Isaak Dunaevski, compozitor rus (n. 1900)
- 1964: Cornel Medrea, sculptor român (n. 1888)
- 1969: Otto Dix, pictor și grafician german (n. 1891)
- 1970: Marioara Tănase, interpretă română de muzică populară și romanțe (n. 1940)
- 1974: Elena Zamora, cântăreață română (n. 1897)
- 1986: Vincente Minnelli, regiszor italian (n. 1903)
- 1991: Cafuringa, fotbalist brazilian (n. 1948)
- 2011: Michael Cacoyannis, regizor cipriot grec (n. 1922)
- 2013: Mohamed Brahmi, politician tunisian (n. 1955)
- 2014: Carlo Bergonzi, tenor italian (n. 1924)
- 2015: Valeriu Pantazi,  poet, scriitor, topograf și pictor român (n. 1940)
- 2019: Béji Caïd Essebsi, al cincilea președinte al Tunisiei (n. 1926)
- 2020: Peter Green, cântăreț american (Fleetwood Mac) (n. 1946)
- 2022: Paul Sorvino, actor american (n. 1939)
- 2022: David Trimble, politician britanic (n. 1944)
- 2022: Camelia Zorlescu, actriță română (n. 1938)
- 2024: Mihai Caraman, general de Securitate român, director al Serviciului de Informații Externe în perioada 1990-1992 (n. 1928)

## Sărbători
- România: Ziua radiolocației (marchează debutul existenței radiolocației ca armă distinctă în cadrul Armatei române, la 25 iulie 1955)
- calendarul romano-catolic: Sf. Iacob